# 경주 감산사 석조미륵보살입상
경주 감산사 석조미륵보살입상(慶州甘山寺石造彌勒菩薩立像)은 대한민국 경상북도 월성군 내동면 신계리(현재 경주시)에 있는 감산사 절터에서 석조아미타여래입상(국보 제82호)과 함께 발견된 불상이다. 1962년 12월 20일 대한민국의 국보 제81호 감산사 석조미륵보살입상(甘山寺 石造彌勒菩薩立像)으로 지정되었다가, 2010년 6월 28일 현재의 명칭으로 변경되었다.
1915년에 국립중앙박물관으로 옮겨와 전시되고 있다. 현재 절터는 전답지로 변했으며 삼층석탑과 작은 불당 2채만 남아 있다.

## 특징
감산사 석조보살입상은 등신대의 크기로 몸을 오른쪽으로 약간 틀고 있는 삼곡의 자세로 부자연스럽게 서 있으며 불신에 비해 두 발도 유난히 작게 표현되어 있어 신체 비례에서 다소 불안정한 감을 준다. 몸 전체를 감싸고 있는 주형의 거신광배와 불상은 하나의 돌로 조각되어 있는 데 반해 대좌는 따로 만들어 결합시킨 것이다. 머리에는 복잡한 장식이 있는 보관을 쓰고 있으며 보관 위에 좌상의 화불이 새겨져 있어 관음보살(觀音菩薩)의 특징을 보여준다. 그러나 명문에는 미륵보살로 기록되어 있는데 미륵보살일 경우에는 보관에 탑을 표현하는 것이 일반적인 특징이므로 이 상과는 도상적으로 일치하지 않는다.
미륵보살은 석존 다음으로 부처가 될 보살로 도솔천에 살면서 석존이 입멸한 후 56억 7천만년이 지나 이 세상에 출현하여 용화수 아래에서 성불하고 3회의 설법으로 석존 때 빠진 모든 중생을 제도하겠다는 미래의 부처이다. 중국에서는 미륵신앙이 일찍부터 유행하여 북위시대의 석굴사원에 조상이 많이 남아 있고 당대와 송대에는 《미륵하생경》에 의한 미륵정토변상도도 그려졌다. 우리나라에서는 중국의 영향을 받아 삼국시대에 미륵신앙이 널리 퍼졌으며 조각이나 불화에 그 예가 많이 남아 있다.
감산사 미륵보살상의 얼굴은 풍만하여 턱이 이중으로 되어 있고 눈ㆍ코ㆍ입이 뚜렷하게 표현되어 있으나 눈을 지그시 뜨고 있어 명상에 잠겨있는 듯하다. 목과 팔에는 두 줄로 된 목걸이와 비천이 각각 장식되어 있고 가슴 앞에는 영락장식이 길게 내려와 무릎에 이르기까지 섬세하게 표현되어 있다. 천의(天衣)자락은 가슴을 가로질러 대각선으로 걸쳐 입고 다시 양쪽 팔을 감으면서 내려오다가 끝 부분에서 구불거리며 늘어져 있다. 허리에 걸친 군의는 여러 겹의 주름이 접혀서 굵은 띠매듭으로 묶여 있고 두 다리 위로는 형식적이고 부자연스러운 층단식의 옷주름이 표현되어 있다. 광배는 세 줄의 선으로 두광과 신광을 구분하고 가장자리에는 화염문을 장식하였다. 앙련과 복련으로 구성된 연화대좌는 표현방식에서 다소 차이를 보이며 그 아래에는 안상이 조각된 팔각형의 받침대가 놓여 있다.
이 미륵보살입상에 보이는 넓은 어깨와 양감있는 신체표현이나 초보적인 삼곡자세, 천의와 군의를 걸친 형식 등은 인도 굽타(Gupta) 불상에서 볼 수 있는 새로운 요소로서 중국 장안을 중심으로 유행했던 8세기의 당대 보살상에도 나타나는 특징이다. 이와 양식적으로 유사한 예로는 통일신라시대의 《경주 남산 칠불암 마애불상군》(국보 제312호)의 양쪽 협시보살상과 《경주 굴불사지 석조사면불상》(보물 제121호)의 서면 삼존불의 보살상 등을 들 수 있다. 따라서 감산사 미륵석조보살입상은 명문에 의해 719년에 조성된 통일신라시대의 불상으로 인도 굽타 불상 및 중국 당대 불상과 공통점이 있다는 점에서 8세기 통일신라시대 불상의 국제적 성격을 보여주는 좋은 예라고 하겠다.

## 기록
이 불상의 광배 뒷면에는 22행 381자의 긴 글이 새겨져 있는데 절에서 함께 발견된 아미타불상에도 이와 유사한 내용의 글이 있다.
개원칠년기미이월십오일 중아찬김지성 봉위망고인장일길찬 망비관초리 경조감산사일소 석아미타상일구 석미륵상일구개문지도현미 불생불멸 능인진적 무거무래소이현법 응지삼신 수기증제 표천사지십호유원함성제자 지성생어성세 역임영반무지략이 광시근토 이어형헌 성해산수 모장노지소요 지중진종희무착지현적 연육십유칠치왕사 어청조 수귀전어한야 피열오천언지도덕 기명위이입현궁 연십칠지지법문 괴색공이구멸 심복강정명어초려 전이도지극무 수재관이염속진외 지심무사경지성지자업 건감산지가람…

이 명문에 의하면, 통일신라시대의 최고 행정기구인 중아찬의 집사시랑을 지냈던 김지성이 67세 때 관직에서 물러나 성덕왕 18년(719)에 자신의 땅 감산장전을 바쳐 감산사를 세우고 국왕과 부모ㆍ동생ㆍ부인 등 그 일족의 명복을 빌기 위하여 석조아미타상 1구와 미륵상 1구를 조성하여 절에 안치했다고 한다. 또한 명문의 내용 중에는 김지성이 불교를 중히 여겼을 뿐 아니라 원래 자연을 좋아하여 노자ㆍ장자의 사상을 흠모했다고 하는 도교적인 성향에 대해서도 언급되어 있어 당시 신라 귀족들의 사상적인 측면까지도 알 수 있는 좋은 자료라고 할 수 있다. 이러한 내용에 대해서는《삼국유사》권제3 탑상 제4 남월산조에도 언급되어 있는데 감산사와 석조미륵상 1구는 그의 아버지 인장일길간과 어머니 관초리부인을 위해 조성했다고 간략하게 기록되어 있다.

## 같이 보기
- 경주 감산사 석조아미타여래입상
- 감산사지
- 경주시의 문화재